# 東京都看護協会

公益社団法人東京都看護協会（こうえきしゃだんほうじんとうきょうとかんごきょうかい、英称：Tokyo Nursing Association）は、東京都知事所管の東京都の保健師、助産師、看護師、准看護師を会員とする公益社団法人。法人番号は「1011105005428」。

## 沿革
- 1947年（昭和22年） - 前身の日本看護協会東京都支部を設立。
- 1954年（昭和29年） - 日本看護協会の東京都支部に保健婦部会、看護婦部会、助産婦部会を発足。
- 1957年（昭和32年） - 准看護婦部会が発足。
- 1963年（昭和38年） - 准看護婦が正会員制度へ移行。それに伴い准看護婦会員制度を廃止。同時に准看護婦部会が解散。
- 1986年（昭和61年） - 社団法人東京都看護協会へ改組。
- 1990年（平成02年）10月 - 国際助産師連盟（ICM）神戸大会の国際評議会で、5月5日を「国際助産師の日」とすることを決定。1992年5月5日を最初の「国際助産師の日」とした啓もう日となる。
- 1990年（平成02年）12月 - 『看護の日』（看護週間）制定、翌年より「国際看護師の日」でもある5月12日が啓もう日となる。
- 1995年（平成07年） - 「ソウル市看護協会」と交流事業スタート。
- 2004年（平成16年）- 「ソウル市看護協会」と相互交流にかかわる合意書に調印。
- 2004年（平成16年）- 日本看護協会認定看護師教育課程「感染管理」教育開始。
- 2012年（平成24年）4月1日 - 公益社団法人東京都看護協会へ移行。
- 2017年（平成29年） - 創設70周年を迎える。
- 2019年（平成31年）- 東京都看護協会新会館を竣工。

## 本部所在地
〒160-0023 東京都新宿区西新宿四丁目2番19号